# Joelle King
Joelle King, MNZM (* 30. September 1988 in Cambridge, Waikato) ist eine neuseeländische Squashspielerin.

## Karriere
Joelle King begann ihre professionelle Karriere im Jahr 2004 und gewann bislang 16 Titel. Ihre höchste Platzierung in der Weltrangliste erreichte sie mit Rang drei im Februar 2019. Bei den Commonwealth Games 2010 gewann sie die Goldmedaille im Doppel mit Jaclyn Hawkes sowie die Silbermedaille im Mixed an der Seite von Martin Knight. 2014 gewann sie Bronze im Einzel. Mit der neuseeländischen Nationalmannschaft nahm sie 2006, 2008, 2010, 2012, 2016 und 2018 an Weltmeisterschaften teil. Zwischen 2010 und 2023 gewann sie elf nationale Landesmeistertitel. Mit Amanda Landers-Murphy wurde sie 2016 Weltmeister im Doppel. Am selben Tag gewann sie außerdem mit Paul Coll die Weltmeisterschaft im Mixed. 2017 verteidigte sie sowohl mit Landers-Murphy ihren Titel im Doppel als auch mit Coll ihren Titel im Mixed. Im Jahr darauf gewann sie bei den Commonwealth Games 2018 erstmals Gold in der Einzelkonkurrenz. Im Doppel sicherte sie sich mit Amanda Landers-Murphy eine weitere Goldmedaille, mit Paul Coll gewann sie im Mixed Bronze. Für ihre Erfolge wurde sie Ende 2018 zum Mitglied des New Zealand Order of Merit ernannt. Im August 2022 sicherte sich King bei den Commonwealth Games in Birmingham sowohl im Doppel mit Amanda Landers-Murphy als auch im Mixed mit Paul Coll die Goldmedaille. Im Einzel hatte sie nach Niederlagen gegen Hollie Naughton und Sarah-Jane Perry als Viertplatzierte knapp einen weiteren Medaillengewinn verpasst.

## Privates
Joelle King, eine Māori vom Stamm Ngāti Porou, hat zwei ältere Brüder. Am 28. Dezember 2012 heiratete sie Ryan Shuttle in ihrer Geburtsstadt Cambridge.

## Erfolge
- Weltmeister im Doppel: 2016 und 2017 (jeweils mit Amanda Landers-Murphy)
- Weltmeister im Mixed: 2016 und 2017 (jeweils mit Paul Coll)
- Gewonnene PSA-Titel: 16
- Commonwealth Games: 5 × Gold (Doppel 2010, Einzel und Doppel 2018, Doppel und Mixed 2022), 1 × Silber (Mixed 2010), 2 × Bronze (Einzel 2014, Mixed 2018)
- Neuseeländischer Meister: 11 Titel (2010–2013, 2015, 2017–2019, 2022–2024)